# 比尼亚德尔马
比尼亚德尔马（西班牙語發音：[ˈbiɲa ðel ˈmaɾ]）是智利瓦尔帕莱索大区瓦尔帕莱索省的一座沿海城市，人口约29万（2002年）；比尼亚德尔马與瓦爾帕萊索構成了大瓦爾帕萊索地區的主要部分，該地區是該國第二大都市區。
比尼亞德爾馬原意為“海洋葡萄園”，得名自早期的葡萄栽培歷史。目前該城已發展為一座旅遊度假城市，市區和沿海地區都按照南歐風格開發，擁有眾多旅遊設施。因距離首都聖地亞哥車程僅2小時的地利之便，經常有眾多遊客前往渡假。

## 文化
比尼亞德爾馬國際歌曲節是一年一度的國際音樂節，於每年二月的第三週舉行。它始於1960年，是拉丁美洲歷史最悠久、規模最大的音樂節，也是世界上舉辦時間最長的音樂節之一。